# Yaritagua
Yaritagua è una città del Venezuela situata nello Stato di Yaracuy e in particolare nel comune di Peña.